# ویلفرد (خواننده)
ویلفرد (به انگلیسی: Wilfried) (زاده ۲۴ ژوئن ۱۹۵۰-درگذشته ۱۶ ژوئیه ۲۰۱۷) خواننده، ترانه‌سرا، بازیگر اتریشی بود.
او نماینده اتریش در مسابقه آواز یوروویژن ۱۹۸۸ بود.